# Брюссельский вестник
Брюссельский вестник — общественно-политическое издание Бельгии на русском языке.

## Описание
На сегодня «Брюссельский вестник» — ежедневное независимое информационное онлайн-издание на русском языке.
Аккумулирует новости Бельгии, Евросоюза, мира, не связано с политическими партиями и общественными организациями.
Издание является единственным русскоязычным СМИ Европы, освещающим деятельность органов власти ЕС и имеющем в них аккредитованных корреспондентов.

## История
Основано в 1932 году и на протяжении многих лет являлось основным печатным органом русской эмиграции в Бельгии. В нём публиковались наиболее известные деятели русской культуры в эмиграции:
- Зинаида Шаховская;
- Василий Виноградов;
- Александр Шабашев.